# Os Estranhos
Os Estranhos é uma telenovela brasileira produzida pela extinta TV Excelsior e exibida de 24 de março a 2 de agosto de 1969 no horário das 19h30, totalizando 114 capítulos. Foi escrita por Ivani Ribeiro e dirigida por Gonzaga Blota e Gianfrancesco Guarnieri.

## Sinopse
A autora pretendia captar a audiência na expectativa pela primeira viagem à Lua pela Apollo 11, e escreveu esta trama de ficção científica, em que seres extraterrestres do hipotético planeta Gama Y-12 entram em contato com a Terra para ajudar os seres humanos. O contato é feito por intermédio do personagem de Pelé.

## Elenco
| Ator/Atriz              | Personagem      |
| ----------------------- | --------------- |
| Pelé                    | Plínio Pompeu   |
| Regina Duarte           | Melissa         |
| Rosamaria Murtinho      | Dioneia         |
| Vida Alves              | Irene           |
| Cláudio Corrêa e Castro | Radamés         |
| Márcia de Windsor       | Walkíria Galvão |
| Roberto Maya            | Emanoel         |
| João José Pompeo        | Tibério         |
| Márcia Real -           | Ofélia          |
| Osmar Prado             | Tony            |
| Gianfrancesco Guarnieri | Bernardo        |
| Átila Iório             | Calebe          |
| Stênio Garcia           | Daniel          |
| Lídia Costa             | Madalena        |
| Serafim Gonzalez        | Baltazar        |
| Lucy Meirelles          | Judite          |
| Sílvio de Abreu         | Dr. Valentim    |
| Cleyde Blota            | Marta           |
| Marcus Toledo           | Décio           |
| Alexandre Araújo        |                 |